# Пегматитові родовища

Пегматитова жила. Янцівський гранітний кар'єр.

Пегматитові родовища (рос. пегматитовые месторождения, англ. pegmatite deposits; нім. Pegmatitlagerstätten f pl, Pegmatitvorkommen n pl) — пегматити, що містять цінні мінерали, які кількістю і якістю достатні для економічно доцільної розробки.
Розрізнюють три класи пегматитових родовищ — прості, перекристалізовані і метасоматичні заміщені пегматити.
- Прості, або керамічні пегматити розробляються для отримання комплексної керамічної сировини, що складається із зростків польових шпатів і кварцу звичайно у співвідношенні 3:1.

- Перекристалізовані, або слюдяні, пегматити відрізняються наявністю мусковіту, що складає найцінніший мінерал пегматитів цього класу.

- Метасоматичні заміщені, або рідкіснометалічні пегматити є сировиною для вилучення гірського кришталю, оптичного флюориту, дорогоцінних каменів, руди літію, берилію, цезію, рубідію, іноді руди олова, вольфраму, торію, урану, ніобію, танталу, рідкісноземельних елементів. З метасоматичних змінених пегматитів видобувають також дорогоцінні камені: топаз, аквамарин, турмалін, ґранат, аметист.